# Anthony Steffen
Anthony Steffen eredeti nevén Atizenntonio De Teffè von Hoonholtz (Róma, 1929. v. 1930. július 21. – Rio de Janeiro, 2004. június 4.) Olaszországban élt és tevékenykedett brazil színész, akit a spagettiwestern tett híressé.

## Származása és élete
A római brazil nagykövettségen született. Családja nemesi eredetű, poroszországi báró családból származik. Édesapja először Formula–1-es pilóta volt, majd Brazília olaszországi nagykövete lett. Fia nagyon fiatalon, tizenöt évesen beállt a nácik ellen harcoló olasz partizánok közé.

### A színészi pálya
Az 1950-es évektől színésznek tanult és először különböző filmekben volt mellékszereplő. Első komolyabb szerepe 1955-ben Az elhagyott c. dráma volt, mely a második világháború sújtotta Olaszországban játszódik.

### A spagettiwestern
1965-ben indult el a csúcs felé, amikor az új műfajban az olasz vadnyugatifilmben, közismertebb nevén a spagettiwesternben kapott szerepeket. Ilyen a Sziklaöklű Joe, a Halott cowboy nem cowboy, vagy Garringo. 1969-ben a Django a bandita c. alkotást a kritika keményen támadta brutalitása miatt. A film a Sergio Corbucci által 1966-ban készített Django egyik nem hivatalos folytatása volt, mely ugyan figyelemre méltó rendezésben készült, de Corbucci filmjét nem képes utolérni, akárcsak a többi Django-változat. Egyébiránt a Django egyik főszereplője Eduardo Fajardo a Sziklaöklű Joe-ban partnere volt Steffennek.

Steffen a westernekkel híres és közkedvelt színész lett, néhányan a brazil Clint Eastwoodot látták benne.
1989 után felhagyott a filmezéssel és hazament családja szülőhazájába.